# Nissan Wingroad
Nissan Wingroad (także jako Nissan AD van/Advan) – kompaktowy samochód osobowy produkowany przez japońską firmę Nissan od roku 1994.  Dostępny jest wyłącznie jako 5-drzwiowe kombi. Pierwsza generacja (oznaczenie Y10) produkowana była w latach 1994–1998. Oparta została na modelu Sunny, w porównaniu ze standardową wersją kombi zmieniono wygląd pasa tylnego nadwozia.
Drugą generację (Y11) oparto na Nissanie Sunny B15. W rodzinie modeli Nissana plasowała się pomiędzy Bluebirdem Sylphy a Primerą. Do napędu służyły jednostki R4 1.5, 1.8 oraz 2.0 (1.8 dostępna była tylko z napędem AWD). Wingroad Y11 przeszedł facelifting w 2001 roku.
Trzecia generacja (Y12) trafiła do produkcji w roku 2005. Konstrukcyjnie została oparta na modelu Nissan Tiida. Zmodernizowano gamę jednostek napędowych dodając do niej nowe silniki, opcjonalnie można było zamówić skrzynię CVT. 

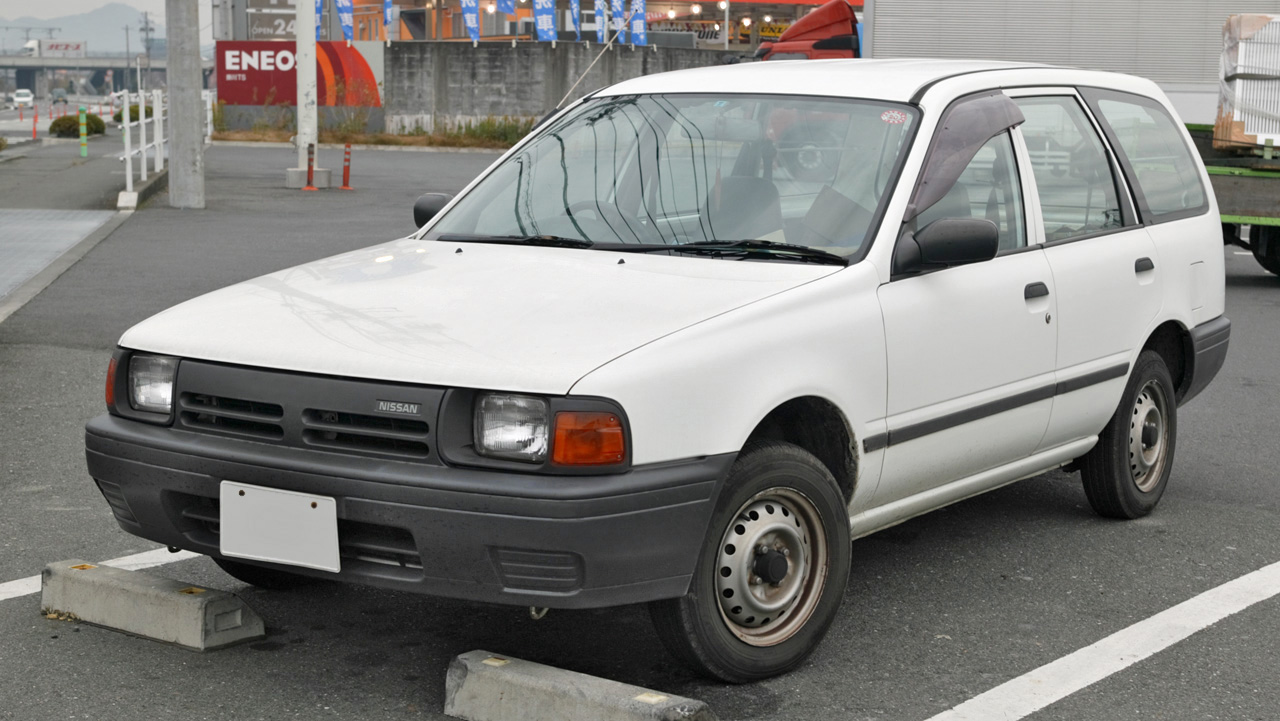
Advan Y10

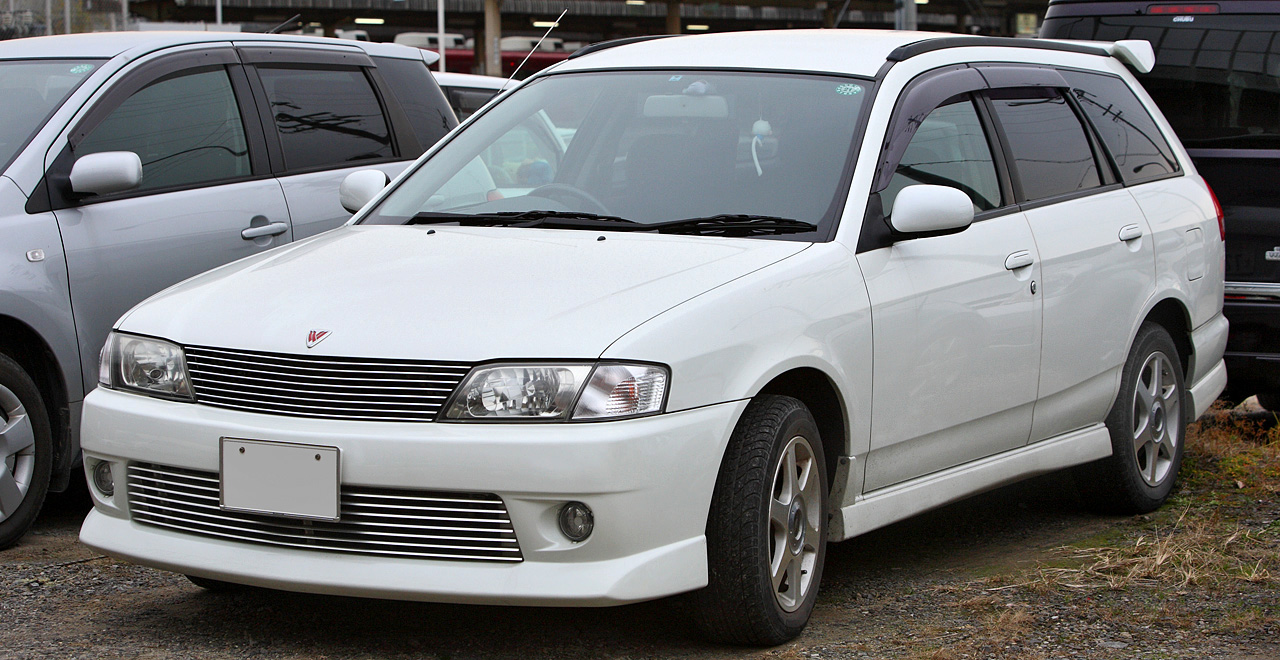
Wingroad Y11